# Đại Anh
Đại Anh chữ Hán giản thể: 大英县, Hán Việt: Đại Anh huyện) là một huyện thuộc địa cấp thị Toại Ninh, tỉnh Tứ Xuyên, Cộng hòa Nhân dân Trung Hoa. Huyện này có diện tích 703 km2, dân số năm 2002 là 520.000 người.
Đại Anh được chia thành 11 trấn và 7 hương.
- Trấn: Bồng Lai, Long Thịnh, Hồi Mã, Thiên Bảo, Ngọc Phong, Tượng Sơn, Hà Biên, Thạch Môn, Dân Chủ, Thê Khẩu, Trác Đồng.
- Hương: Trí Thủy, Thông San, Kim Nguyên, Tinh Hoa, Ngũ Phương, Phúc Lộc, Thốn Đường Khẩu.